# ラムトン城
ラムトン城（英語: Lambton Castle）は、イングランドのダラム州チェスター・ル・ストリートにある邸宅。、ダラム伯爵ラムトン家が代々暮らしてきたカントリー・ハウス。イングランド第二*級指定建築物の中分類に指定されている。

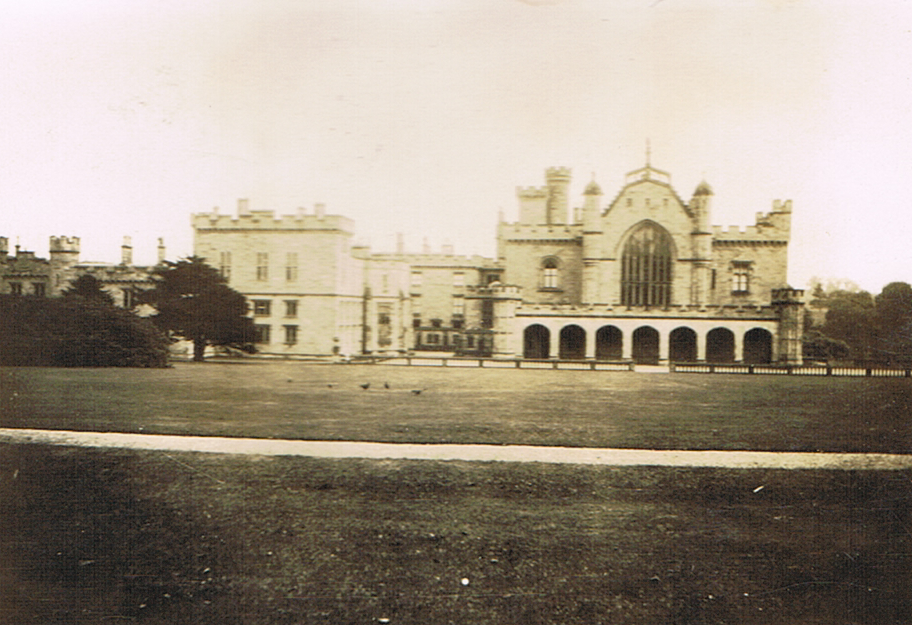
1929年当時のラムトン城の入口。写真の右側にある全てのもの（屋根がはっきりと映っている大広間を含む）はカメラの位置に面して造られたウイングとともに解体されている。入口となる車寄せの端にある銃眼付きの塔は狭くなった正面玄関に適合するように改築された。

## 歴史
庶民院議員ウィリアム・ラムトンは一族の領地ハラトン・ホールの旧邸宅跡地に新たなカントリーハウスを建設することとした。1796年にイタリア出身の建築家ジョセフ・ボノミに設計を依頼したが、ウィリアムは翌年に結核のため急死してしまう。その息子のジョン・ラムトンはカナダ総督も務めたホイッグ・急進派の政治家であったが、彼が父の遺志を継いでラムトン城の改築を進め完成させた。
この城は、上述のジョセフ・ボノミとその息子イグナティウスによって設計され、当時の流行であったノルマン様式建築の城である。
イギリス出身の建築家であるシドニー・スマークによる1862年から1865年における大広間を含む増築部分は1932年にその大部分が解体された。解体理由は建造物が地盤沈下していたことにある。1930年代にラムトン家は敷地内にあるより小規模なビディック・ホールに移ることになった。
城の周辺にある公園は高い壁に取り囲まれている。それでもラムトン家は恒例行事となっているキジ狩りを続けた。1972年から1980年までラムトン・ライオン・パークというベンチャー企業があった。
のちにラムトン家はホートン・ル・スプリングにあるA182道路からA690道路までの連結路線の実現と新しい事業分野を担うビディック・ウッズを売却した。
2012年には英国放送協会（BBC）の主要チャンネルである「BBC One」のドラマシリーズ『The Paradise』の舞台になった。
2015年12月30日、不動産開発会社は公園の保存・維持管理を理由に、地元の建物と雇用資金に2600万から2850万ボンドをかけて、城そのものを結婚式会場、ブティックホテル、若しくはその両方に還元する構想計画を地域計画局に提出した。なお、この構想計画はラムトン家の代理として財産権を管理している「1989年ダラム伯爵の任意委譲管財人」（Trustees of Lord Durham's 1989 Voluntary Settlement）によって提出されたものである。